# Enti geometrici impropri
Con la locuzione enti geometrici impropri si vuole indicare il gruppo degli elementi primitivi che danno origine alle figure geometriche, quando se ne considera la posizione all'infinito anziché a distanza finita. Le definizioni di tali elementi quali enti impropri, corrispondono a una necessaria estensione di concetti della geometria elementare conseguente all'evoluzione che ha subito la materia nel corso del tempo. Gli sviluppi della geometria verificatisi a partire dal Rinascimento, hanno infatti condotto ad aggiungere ai concetti classici di punto, retta e piano, quelli corrispondenti di punto improprio, retta impropria e piano improprio.
Nell'ambito delle sistemazioni operate nel corso del processo evolutivo accennato, ed approdato alla formulazione della geometria proiettiva, col nome di "punto improprio" si è soliti designare il punto all'infinito di una retta, che determina la direzione della retta stessa. Dato che due o più rette parallele fra loro hanno la medesima direzione, ne consegue che esse hanno in comune lo stesso punto improprio; in altre parole si dice che rette parallele fra loro si incontrano all'infinito nel loro punto improprio. Analoghi concetti attengono al piano: "retta impropria" è detta la retta all'infinito di un piano, che determina la giacitura del piano stesso; due o più piani paralleli fra loro, avendo la medesima giacitura, hanno in comune la stessa retta impropria, ovvero piani paralleli fra loro si incontrano all'infinito lungo la loro retta impropria. Nello stesso ambito della geometria proiettiva, i termini "direzione" e "giacitura" sono usati quali sinonimi di punto improprio e retta impropria. L'insieme di tali elementi costituisce il piano improprio. Le nozioni di parallelismo fra elementi omonimi e non omonimi derivanti dalla geometria elementare cadono quindi in difetto.
Riferendosi alla geometria affine, si definisce piano affine ampliato l'unione di un insieme non vuoto di punti propri, che siano gli elementi di un piano affine, e dell'insieme dei punti impropri. Per detta geometria il parallelismo è una relazione di equivalenza.

## Storia
I concetti di enti impropri sopra illustrati, non rintracciabili nei trattati antichi di geometria, sono necessari alle elaborazioni della geometria descrittiva e di quella proiettiva, anche se tali elaborazioni sono sviluppate nello spazio definibile con i principi euclidei. I settori di attività e del sapere che più hanno contribuito a promuovere l'evoluzione in quest'ambito, sono le esperienze condotte sul tema della prospettiva e gli studi sulle coniche.
Anche se al problema della rappresentazione prospettica nei secoli XV e XVI furono interessati quasi esclusivamente gli artisti, è da essa che iniziò il percorso di ricerca di una nuova geometria in grado di dare una giustificazione teorica ai punti di fuga e alle rette di fuga, oltre che a tutto lo schema lineare costituente la struttura geometrica di un disegno prospettico.
Il primo ad introdurre in forma esplicita l'idea di punto improprio nel campo di competenza dei matematici, fu il lionese Girard Desargues (1593-1662), arruolato come ingegnere militare nelle truppe del cardinale Richelieu (1585-1642). Lo fece in un suo trattato dal singolare titolo Brouillon projet d'une atteinte aux événements des rencontres d'un cône avec un plan (Paris, 1639), un originale studio sulle coniche in cui queste, anche quelle aperte come la parabola e l'iperbole, sono in sostanza considerate come trasformazioni proiettive del cerchio. E proprio in virtù di quest'opera, oltre che per il suo teorema dei triangoli omologici, egli è considerato a pieno diritto l'autentico iniziatore della geometria proiettiva. I suoi meriti però non furono riconosciuti subito, a parte l'ammirazione tributatagli da René Descartes (1596-1650), a causa del linguaggio usato nel suo "Brogliaccio", un linguaggio informale, un poco astruso e anche difficile da interpretare, quanto mai lontano dallo stile dei matematici classici. Egli si era interessato anche alla prospettiva, lasciando su di essa un breve scritto dal titolo Méthode universelle de mettre en perspective les objets donnés réellement (Parigi, 1636). Ciò vale come testimonianza della stretta relazione intercorrente fra il metodo praticato da artisti ed illustratori, e il concetto di punto improprio che si andava formalizzando.
Attraverso successive tappe, una delle quali fu l'importante contributo apportato dall'inglese Brook Taylor (1685-1731), si giunse, alla fine del Settecento, all'opera fondamentale di Gaspard Monge (1746-1818), che sistemò in un organismo di vaste proporzioni le conoscenze geometriche fino ad allora maturate e utili alla rappresentazione. Egli fondò, dando ad essa il nome stesso, la geometria descrittiva come un corpo di metodi e di regole che consentono di ottenere le immagini piane delle figure dello spazio con operazioni di proiezione e di sezione. Contestualmente stabilì i requisiti in base ai quali un insieme di regole pratiche può considerarsi un metodo di rappresentazione, requisiti che risiedono essenzialmente nella piena sostituibilità fra l'immagine e la figura obiettiva. Conferì alla sua coerente visione un supporto didattico di grande valore, cioè il trattato Géométrie Descriptive, leçons données aux Écoles Normales l'an 3 de la République, I Ed., Parigi, anno VII (1798), che fu tradotto in diverse lingue ed ebbe rapida diffusione al di fuori dei confini francesi.
Nel secondo decennio dell'Ottocento, Jean Victor Poncelet (1788-1867), già allievo del Monge all'École polytechnique, studiando le proprietà invarianti delle figure, cioè le proprietà che si mantengono inalterate nonostante le trasformazioni che le figure subiscono attraverso le operazioni di proiezione e sezione, fondò la geometria proiettiva come corpo separato dagli altri assetti della geometria. Ricerche e studi che per circa due secoli erano proceduti fortemente intrecciati, condotti in modo vicendevolmente complementare e senza precise distinzioni, trovarono così una sistemazione in base a principi di coerenza e di appartenenza. Al Poncelet si deve anche il "metodo della proiezione centrale", che per la sua relativa astrattezza va distinto dal procedimento della prospettiva, ma di questa, che si configura come una sua applicazione, fornisce tutti gli aspetti teorici.
Con l'opera del Poncelet, ovvero nella geometria proiettiva, acquistano una valenza piena gli enti geometrici impropri, che sono considerati elementi primitivi del tutto indistinti dagli enti geometrici propri.